# Poiana Teiului
Poiana Teiului is een Roemeense gemeente in het district Neamț.
Poiana Teiului telt 4952 inwoners.